# Franz Engel
Pour les articles homonymes, voir Engel.
Franz Engel (1834 à Röbel - 1920 à Neubrandenbourg) est un explorateur, botaniste et naturaliste allemand.

## Biographie
Il voyage beaucoup en Amérique du Sud dans les années 1857-1863 et publie les résultats de ses explorations dans plusieurs volumes, dont Studien unter den Tropen Amerikas (« Études parmi les tropiques américains », 2e éd., 1879), Aus dem Pflanzerstaate Zulia (« De l'état de plantation de Zulia », 1881). En 1865 il publie Palmae  novae columbianae (« Nouveaux palmiers colombiens »). De 1872 à 1896, il publie les Landwirthschaftliche Jahrbücher (« Annuaires agricoles »).